# Liga de la Leche Internacional
La Liga de La [sic] Leche, Internacional (LLL), es una organización internacional sin ánimo de lucro, dedicada a la promoción de la lactancia materna mediante el apoyo mutuo entre madres.

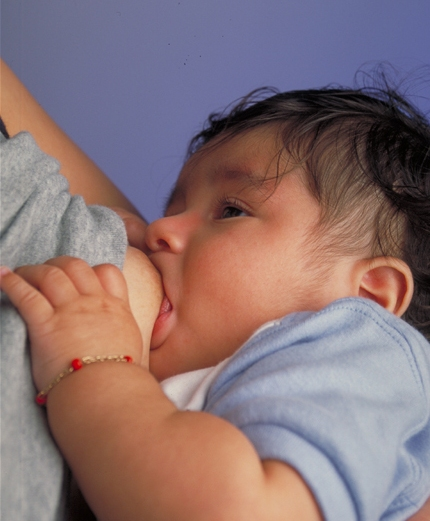
Un niño amamantándose con leche materna

Símbolo Internacional de la Lactancia.

Fue fundada en 1956 en los Estados Unidos, y en la actualidad se extiende por más de 85 países.
Curiosamente la organización se llama La Leche League en inglés, debido a que en el momento de su fundación los periódicos rechazaban las noticias acerca de reuniones en las que apareciera la palabra breastfeeding (lactancia materna), ya que en EE. UU. de los años cincuenta la palabra breast se consideraba poco apropiada para su publicación en revistas generalistas o familiares. El nombre Liga La Leche está inspirado en una capilla católica de Florida con el nombre Nuestra Señora de la Leche y el Buen Parto.

## Historia
Las fundadoras de la Liga La Leche fueron siete madres de Illinois que habían amamantado a sus hijos. Estas mujeres estaban motivadas para ayudar a otras madres que, por una variedad de razones (a menudo debido a la falta de información o a la presión social), tenían dificultades o serias dudas sobre cómo amamantar a sus bebés.
La primera reunión oficial de la Liga La Leche fue en octubre de 1956, y su primer grupo fuera de los Estados Unidos apareció en 1960 en Canadá.
En 1964, La Leche League se convirtió en La Leche League International, Inc., con grupos en Canadá, México y Nueva Zelanda.

## Filosofía y misión de la organización
La filosofía básica de la Liga La Leche, puede resumirse en los diez puntos siguientes:
- El buen cuidado maternal mediante el amamantamiento es la forma más natural y efectiva de comprender y satisfacer las necesidades del niño.
- Madre e hijo necesitan estar juntos inmediata, temprana y frecuentemente para establecer una relación satisfactoria y una producción adecuada de leche.
- En sus primeros años, el niño tiene una necesidad intensa de estar con su madre que es básica, tanto como su necesidad de ser alimentado.
- La leche materna es por excelencia el mejor alimento para el niño.
- Para un niño sano y nacido a término, la leche materna es el único alimento necesario hasta que muestra señales de que necesita alimentos sólidos, lo que ocurre aproximadamente a la mitad del primer año de vida.
- Idealmente la relación de amamantar continuará hasta que el niño supere la necesidad de dicha relación.
- La participación alerta y activa de la madre en el parto es un buen inicio para la lactancia materna.
- El amor, la ayuda y la compañía del padre es muy importante para la lactancia y fortalece la unión de la pareja. La relación especial de un padre con su hijo es un elemento importante en el desarrollo del niño desde su primera infancia.
- Una buena nutrición significa tener una dieta equilibrada y variada de alimentos lo más cercano posible a su estado natural.
- Desde su infancia, los niños necesitan ser encauzados con amor, lo que se refleja aceptando sus capacidades y siendo sensibles a sus sentimientos.